# Aulus Postumiusz Albinus
Aulus Postumiusz Albinus, łac. Aulus Postumius Albinus (II w. p.n.e.) – rzymski polityk, konsul w 151 roku p.n.e. i historyk, zaliczany do annalistów starszych.
Uczestniczył w III wojnie macedońskiej. Był zafascynowany kulturą grecką i przychylnie odniósł się do poselstwa ateńskich filozofów, które w 155 roku p.n.e. przybyło do Rzymu. Jego praca historyczna nie zachowała się w całości, przetrwały z niej tylko fragmenty.

## Życiorys
Był arystokratą, pochodził z dawnego rodu patrycjuszowskiego i należał do ważnych postaci życia politycznego republiki w II wieku. Uczestniczył w poselstwie do Perseusza, króla Macedonii. Walczył w III wojnie macedońskiej pod komendą Lucjusza Emiliusza Paulusa. Po bitwie pod Pydną (168), w wyniku której Perseusz dostał się do rzymskiej niewoli, to właśnie Postumiuszowi powierzono czuwanie nad tym cennym jeńcem.
W 155 roku piastował urząd pretora i wówczas podejmował głośne poselstwo ateńskich filozofów, które przybyło wówczas do Rzymu, oraz poselstwo achajskie. Przewodnicząc obradom senatu nie dopuścił do uwolnienia zakładników achajskich, korzystając przy tym z proceduralnych sztuczek. Rok później znalazł się wśród rzymskich posłów prowadzących rokowania pokojowe pomiędzy Attalosem II, królem Pergamonu, a władcą Bitynii, Prusjaszem II. W 151 roku sprawował konsulat, razem z Lucjuszem Lukullusem. Obaj konsulowie przeprowadzili w tak brutalny sposób pobór do armii, że zostali uwięzieni przez trybunów ludowych. W 146 roku, po zniszczeniu Koryntu, Postumiusz Albinus znalazł się w składzie komisji, która organizowała nową prowincję – Achaję.
Uczestniczył w poselstwach do helleńskich państw i został uhonorowany przez Greków pomnikami na Istmie, w Olimpii i w Delfach (ten ostatni miał formę konnego posągu i ufundowano go w 146 lub 145 roku). Był zafascynowany kulturą grecką i przychylnie odniósł się do delegacji ateńskich filozofów. Mimo to historyk Polibiusz, ze względu na jego postępowania wobec zakładników, nazwał go „gadułą i pyszałkiem”, który gonił za rozrywkami, prowadząc próżniaczy tryb życia. Natomiast Cyceron podkreślał dobre wykształcenie i wymowność Albinusa, który był także autorem poematu (zaginionego) o przybyciu Eneasza do Italii.

## Dzieło historyczne
Aulus Postumiusz Albinus zaliczany jest do grupy annalistów starszych. Napisał po grecku pracę przedstawiającą dzieje Rzymu od najdawniejszych czasów, w układzie annalistycznym. Do tego zadania podszedł z wielkimi ambicjami, wzorując się na Tukidydesie, postanowił stworzyć dzieło podobne do jego, przedstawiające historię w sposób pragmatyczny, z opisem uwarunkowań wydarzeń i ich wewnętrznych powiązań. Być może jednak przecenił swoje możliwości na polu dziejopisarstwa. W swojej pracy obszernie przedstawiał legendy związane ze swoim rodem, a wśród nich opowieść o przodku Aulusie Postumiuszu Albusie, dyktatorze z 496 roku p.n.e., który miał zapewnić Rzymianom zwycięstwo nad Latynami w bitwie nad jeziorem Regillus, pozyskując pomoc boskich Dioskurów w zamian za obietnicę wzniesienia świątyni.
We wstępie usprawiedliwiał się przed czytelnikami, że jako człowiek z Lacjum mógł popełnić pewne błędy w greckim i dlatego prosi o wyrozumiałość wobec ewentualnych niedociągnięć językowych i pisarskich. Być może była to tylko kokieteria z jego strony, chwyt, którym chciał zwrócić uwagę na swój kunszt literacki. Jakikolwiek cel przyświecał Postumiuszowi, to słowa te stały się przedmiotem drwin pod jego adresem ze strony Katona Starszego, krytykującego „grekomanię” części ówczesnej elity.
Dzieło Albinusa, które może miało także tłumaczenie na łacinę, nie zachowało się, bywa określane jako pozbawione większego znaczenia, choć prawdopodobnie korzystał z niego Polibiusz, a Cyceron wspominał o nim dwukrotnie i jego autora jako pisarza oceniał pozytywnie. Na pracę tą powołuje się jeszcze anonimowy autor krótkiego zarysu Origo gentis Romanae (Początki narodu rzymskiego) z najprawdopodobniej IV wieku n.e., części Corpus Aurelianum.
Ocalałe fragmenty wydano w zbiorach Historicorum Romanorum reliquiae Hermanna Petera, L’annalistique romaine Martine Chassignet oraz Die frühen römischen Historiker Hansa Becka i Uwe Waltera.